# 大安場史跡公園
大安場史跡公園（おおやすば しせきこうえん）は、福島県郡山市田村町大善寺にある都市公園（総合公園）。2019年に全面開園10周年を迎えた。なお、田村町桜ケ丘にある大安場公園とは異なる。

## 概要
1991年（平成3年）に発見された大安場古墳群の1号墳は、調査により阿武隈川流域で最大級の古墳であり、また前方後方墳としては東北地方全体で最大規模であることが判明した。県の調査により、古墳時代の東北南部における政治史や社会誌をみるには欠かせない存在と判明している。
国指定の史跡になり古墳の保護を図ることになった2000年（平成12年）9月6日を機に周囲の古墳と合わせて整備され、2009年（平成21年）4月4日に大安場史跡公園としてオープンした。ガイダンス施設入場者は同年8月1日に5万人を数える。
2016年（平成28年）には公園のキャラクターの愛称公募が行われ、「大安場くん」が選ばれた。

## 施設

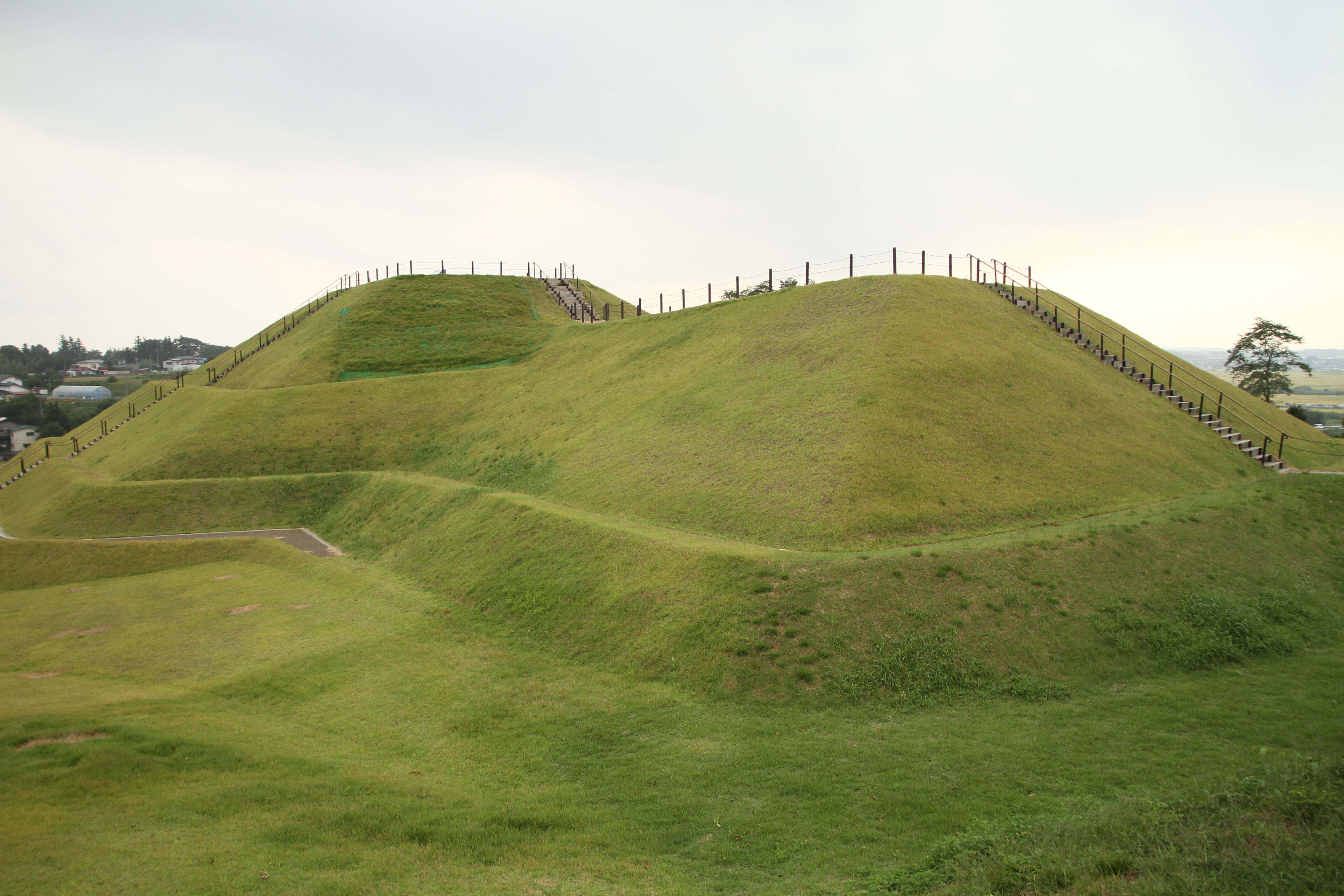
大安場古墳1号墳

大安場1号、2号古墳、ガイダンス施設に加えて冒険広場、体験広場、発見の丘を整備した。

### 古墳
大安場古墳群1号墳、2号墳が整備され、墳頂まで登ることができる。

### ガイダンス施設
展示室、映像室、体験学習室、エントランスホールがあり、古墳の出土遺物の展示や体験学習イベントを開き、講義室では講演会ほかの催しに提供している。
- 開館時間：9:00～17:00（入場は16：30まで）
- 休館日：毎週月曜日※。年末年始（12月28日～1月4日）※：月曜日が祝日の場合は開館、次の日の平日に休館。

### 公園施設
- 利用時間：8:30～19:00（10月1日～2月末は17:30閉園）
- 休園日： なし。（公園駐車場の開錠と施錠は開場時間に合わせる）

#### 冒険広場
スプリング遊具、ロープウェイ、ブランコ等の子供向け遊具や、大人向けの健康器具を設置している。

#### 子どもの遊び場
屋根付砂場や土器風クッション山、竪穴建物風ジャングルジムなどがある。子供が体を動かして遊べる場所の提供を目的として、2017年に設置。

### 駐車場
2ヵ所の合計で収容台数は普通車120台、大型バス7台。
- 利用時間
  - 第1駐車場は8:30〜17:15、ただしガイダンス施設の休館日は利用不可。
  - 第2駐車場は8:30～19:00（10月から2月は17:30閉鎖）

### 休園日
- 公園部はなし[12]。
- ガイダンス施設は月曜日（祝日の場合は翌日）及び年末年始（12月28日～1月4日）[12]。

## 周辺

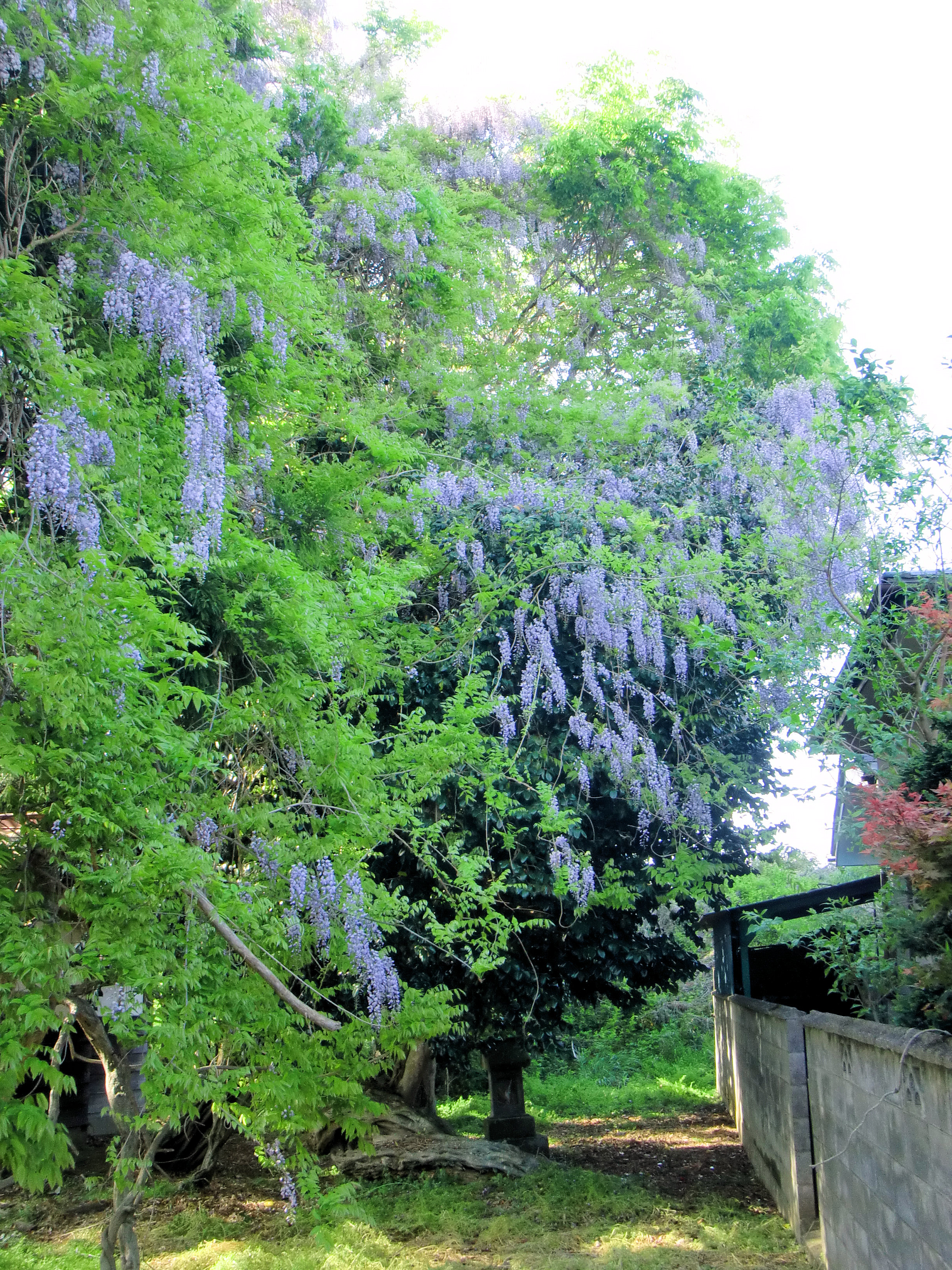
大善寺のフジ

- 大善寺の藤。 - 福島県指定天然記念物[13]。北に100 mほどの奥州藤稲荷神社境内にある。北緯37度21分29.5秒 東経140度24分06.5秒
- 小川蝦夷穴（こがわ えぞあな） - 7世紀後期の墓とみられる遺跡[14]。南東に1 kmほど、道路沿いの崖に13の横穴が掘られている[14]。北緯37度21分4秒 東経140度24分48秒

## 所在地
- 福島県郡山市田村町大善寺字大安場160番地

## アクセス
ぐるっと福島の情報による。
- JR東日本郡山駅西口2番バス乗り場から「東山霊園」・「馬場」・「蓬田」行を利用。バス停「金屋」下車、徒歩約10分
- 郡山駅から車で約25分。
- 郡山ICから車で。
  - 国道49号線いわき方面10分。
  - 同、郡山警察署交差点まで40分

## 主な出版物
- 『まるさんかくしかく』機関紙。2009年創刊、継続中。
- 『大安場史跡公園ガイドブック』大安場史跡公園、2009年。
- 郡山市文化・学び振興公社、大安場史跡公園『大安場史跡公園年報』郡山市文化・学び振興公社大安場史跡公園、2011年、NCID AA12532705。
- 『福島県中通りの前期古墳を考える : 大安場史跡公園平成23年度企画展』郡山市文化・学び振興公社大安場史跡公園 編、2012年、NCID BB08387051。展覧会カタログ、主催は郡山市、郡山市教育委員会、当施設。会期・会場の記載なし。
- 『遺跡と災害：平成29年度第2回企画展』郡山市文化・学び振興公社〈大安場史跡公園企画展〉、郡山市文化・学び振興公社、2017年。30×42cm　（折りたたみ　30×21cm）1枚。
- 『FUKUSHIMA 前期古墳アラカルト』大安場史跡公園 編〈大安場史跡公園企画展〉、2019年7月、1-11頁。 全面開園10周年記念。11頁。
- 大安場史跡公園 編『群集墳の時代—7世紀の郡山：令和2年度第1回企画展』大安場史跡公園〈大安場史跡公園企画展〉、2020年。